# Білозерський Борис Іванович
Борис Іванович Білозерський (рос. Борис Иванович Белозерский) (Казань, 1887 — Дніпро, 1977) — архітектор Сімферополя й Дніпра. Був першим радянським архітектором Сімферополя. Керівник Діпроміст (рос. Гипрогор). Звів й реставрував чимало будівель у Криму й Дніпрі.

## Біографія
Народився у Казані. Походив із сім'ї столяра-червонодеревника. Творча професія батька, мабуть, вплинула на вибір сина, Борис закінчив Казанське справжнє училище, у 1907 році вступив і вже у 1916 році, перед самою революцією, закінчив Петербурзький інститут цивільних інженерів — найстаріший архітектурний вуз Російської імперії (зараз Санкт-Петербурзький інститут цивільних інженерів).
Цікаво, що, не маючи достатніх коштів, Борис у роки студентства став підробляти електриком і цілком освоїв цю професію. Дипломний проєкт Беозерського в 1916 називався «Будівля Біржі на Фонтанці».
У 1917 році Білозерський був мобілізований Тимчасовим урядом та служив у санітарних частинах. Займається переобладнанням шпиталей у м. Петрограді та Києві.
З 1921 року він працював у Криму, де став одним із провідних архітекторів. Тут він будував житлові будинки, готелі, навчальні заклади, клуби та санаторії.
Спочатку він приїхав до міста Феодосії, де за його проектами збудували рибоконсервний завод та кілька триповерхових житлових будинків.
З 1923 року — голова будівельного відділу Сімферопольського міської ради, у 1926 році став Міським (Головним) архітектором Сімферополя.
1928 р. – керівник архітектурної майстерні Кримської філії Діпроміста.
1936 р. – делегат Першого з’їзду радянських архітекторів.
1938 року Борис Білозерський був заарештований за хибним доносом, перебував у таборах. Переміщався різними місцями: Сімферополь, Горьківська область, Нижній Тагіл.
1938—1944 — працював у шарашкиній конторі НКВД за ґратами. спроектував ткацьку фабрику, лижну базу та піонерський табір.
Звільнився Борис Білозерський у 1943—1944 році. Влітку 1944 року він отримав призначення до Сімферополя, але його квартира була зайнята, і слушно, що йому не хотілося працювати з людьми, за доносом яких його було заарештовано. Архітектору треба було шукати себе і на новому місці. Таким місцем для зрілого майстра архітектури став Дніпропетровськ.
З 1944 до 1947 року був головним архітектором Дніпра, з 1946 році був головним архітектором архітектурно-планувальною контори Архпланпроект (тепер Дніпроцивільпроект) по відновленню будівель по проспекту Карла Маркса, Привокзальної площі, Парка імені Тараса Шевченка у Дніпропетровську під керівництвом Головного архітектора Дніпра Флегонта Дерябіна.
З 1950 року працював у Художньому фонді, де виконував проекти інтер'єрів громадських та торгівельних будівель.
У 1952-55 роках викладав архітектуру у Дніпропетровському гірничому інституті й Дніпропетровському будівельному технікумі, займався науковою роботою, написав дисертацію «Архітектура клімато-лікувальних споруд».
У 1956 році повністю реабілітований.
Наприкінці життя склал фундаментальну працю з архітектурної курортології, в якій, зокрема, описується залежність тривалості денного сну пацієнтів від глибини лоджій.
1977 року помер у Дніпрі.
У 2005 році вийшла друком невелика книга історика архітектури Володимира Комена «Архітектор Борис Білозерський».

## Проєкти
- 1925—1928 — Робітниче селище — житлова забудова в Сімферополі за Севастопольською заставою у районі парка імені Тараса Шевченка
- 1930-32 — житловий будинок Консервтресту у Сімферополі
- 1930 біокліматична станція з 14-метровою вежею у Євпаторії, готель «Керч» у м. Керчь[3]
- 1934 — Житловий будинок уряду Кримської АРСР
- 1934 — Сімферопольський театр юного глядача — знищений у 2-ій Світовій війні
- 1935 житловий «Будинок на пам'ять 1905 року» у Сімферополі
- 1938 — 2-ий спальний корпус санаторію «Дюльбер» у Кореїзі, Ялта, — пам'ятник архітектури у мавританському стилі; Білозерський був нагороджений автомобілем
- 1938 старий корпус Кримського медичного університету у Сімферополі
- 1938-44 — ткацька фабрика під Нижнім Новгородом, лижна база «Динамо» в Подрезкове під Москвою та інші
- 1946 — головний вхід-пропілеї у парк імені Чкалова у Дніпропетровську,

## Галерея

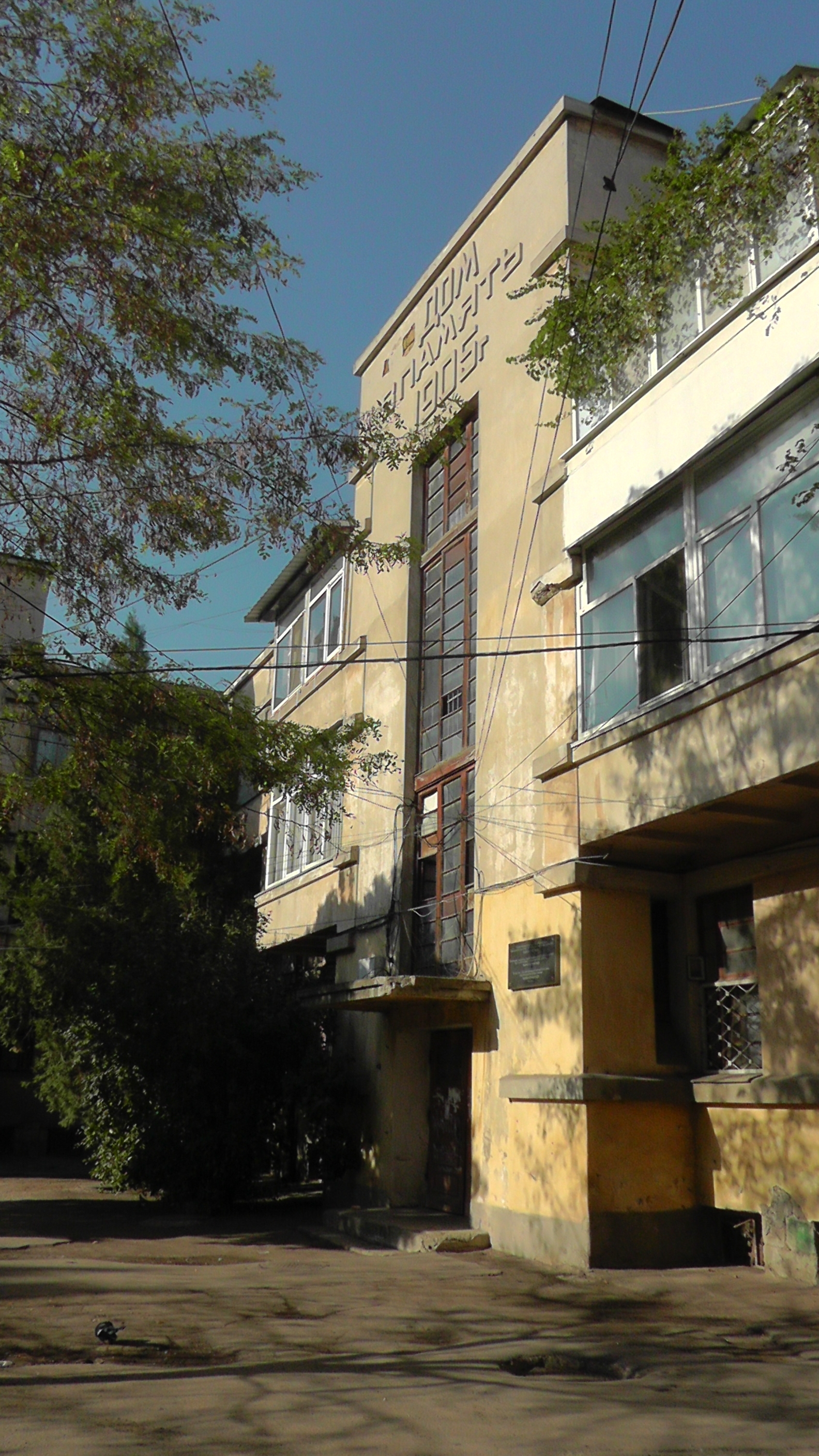
"Будинок пам'яті 1905 року", Сімферополь, бул. Леніна, 1
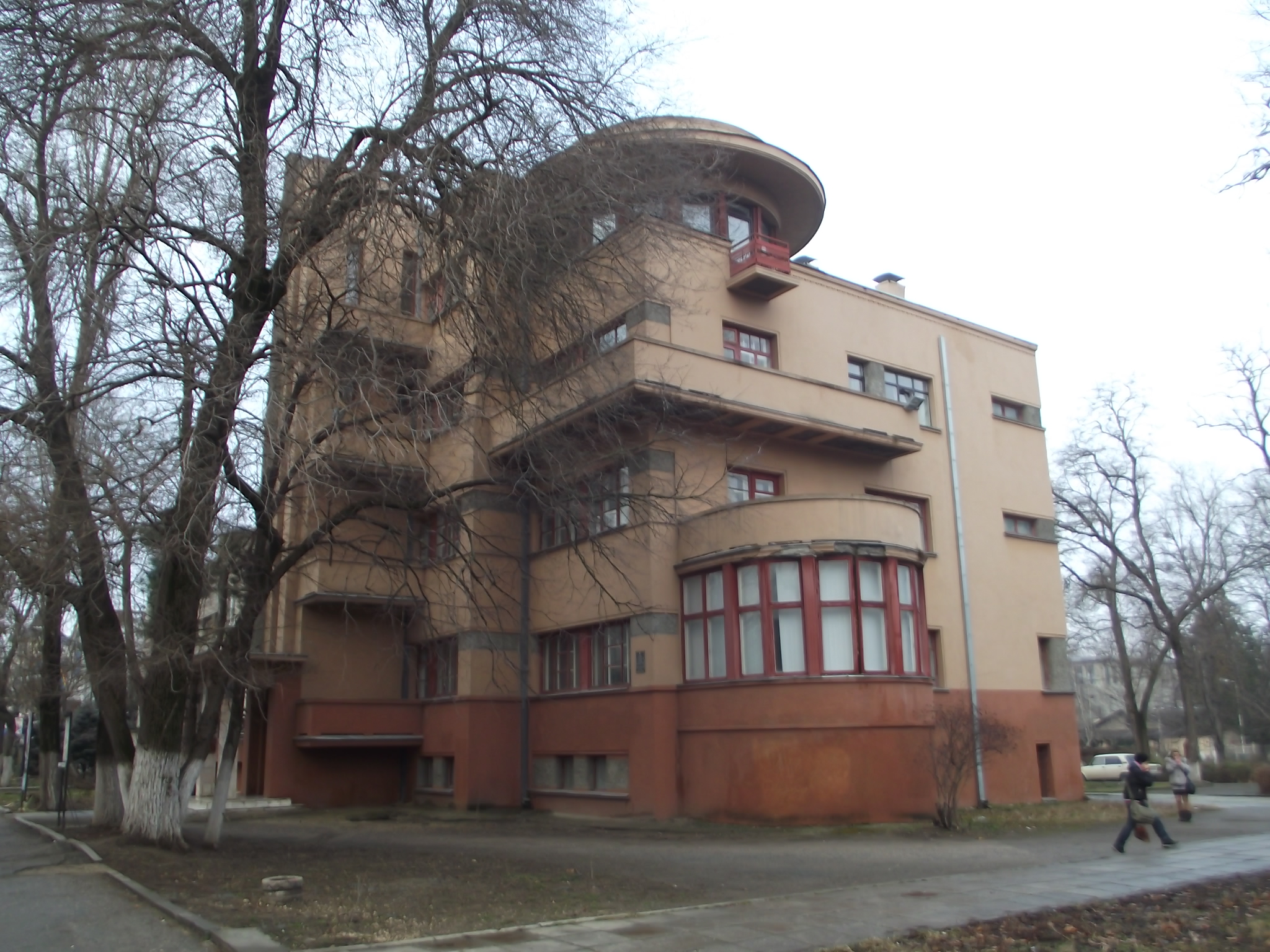
Житловий будинок Кримського уряду, Сімферополь, вул. Жуковського, 5
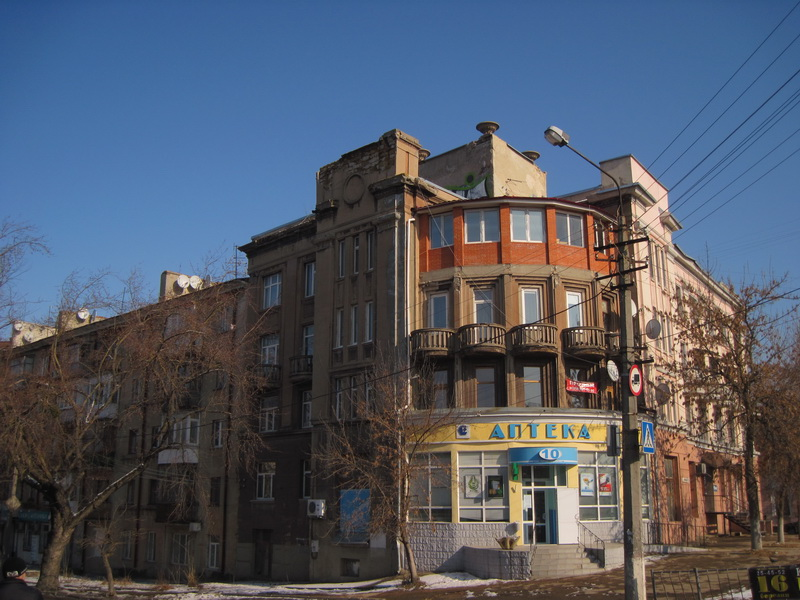
Житловий будинок, Вулиця Воровського, 6